# Nozság
Nozság (románul: Nojag) település Romániában, Erdélyben, Hunyad megyében.

## Fekvése
Dévától 19 kilométerre északkeletre, az Erdélyi-érchegység lábánál fekszik.

## Nevének eredete
Eredeti magyar neve Nagyág, és még az 1785-ös népszámlálási íveken is így írták. Ez a név azonban időközben áttevődött a felette fekvő Nagyág bányatelepre, és az „anyatelepülésre” megkülönböztetésül a román alakváltozatot kezdték alkalmazni. Először 1465-ben említette oklevél, Naghag alakban.

## Lakossága
- 1785-ben 276-an lakták. Ugyanebben az évben 44 ortodox családot írtak össze benne.[1]
- 1900-ban 527 ortodox vallású, román anyanyelvű lakosa volt.
- 2002-ben 300 román nemzetiségű lakosából 296 volt ortodox vallású.

## Gazdaság
- Húsfeldolgozó üzem, vágóhíddal.

## Híres emberek
- Itt született 1868-ban Ioan Moța újságíró, politikus.

## Források

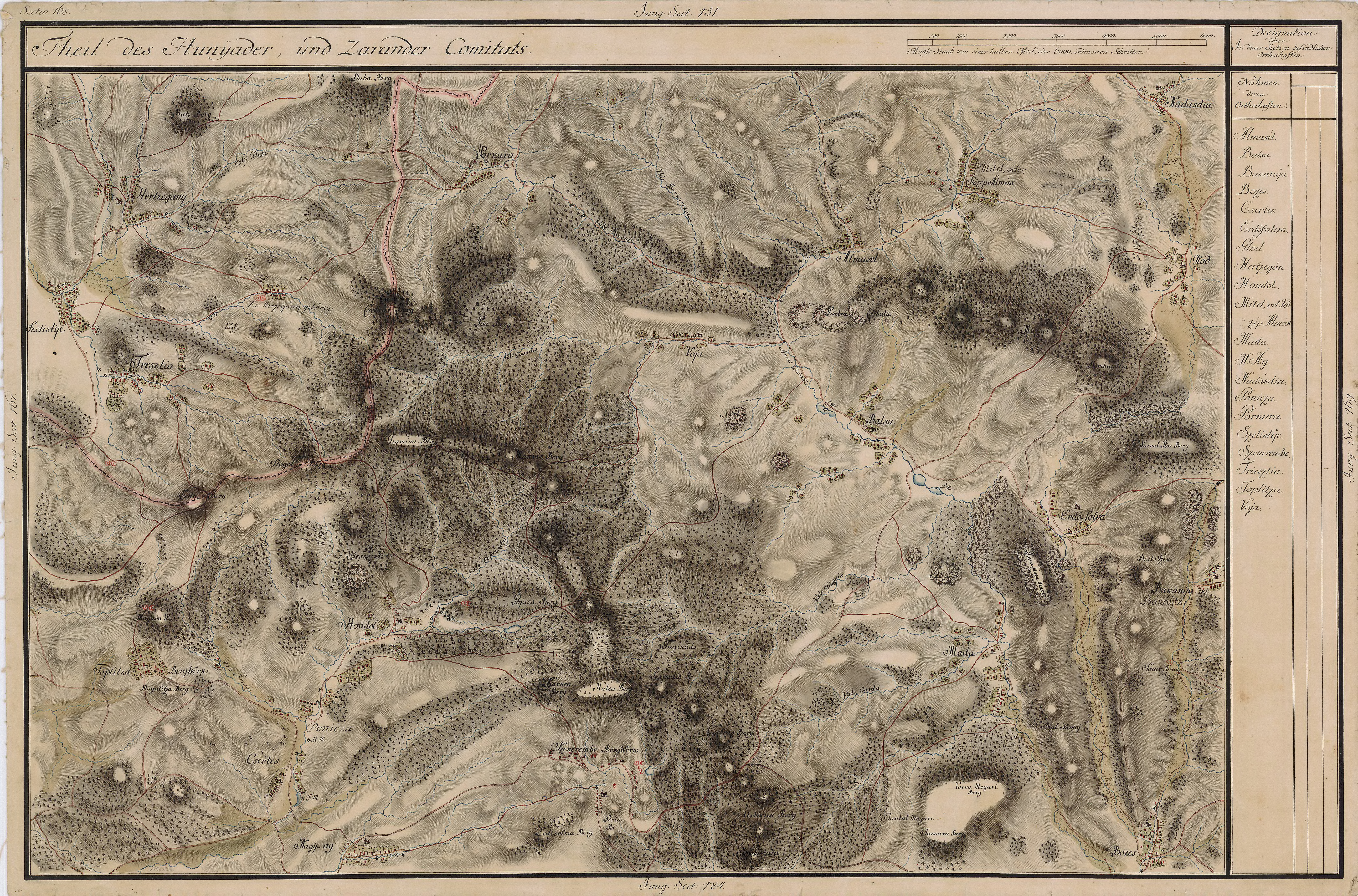
Az 1769-1773-ban felvett, ún. jozefinus térképen Nozság még „Nagy-ag”, a mai Nagyág pedig „Szekerembe BergWerk” alakban szerepel